# A Dominikai Köztársaság a 2008. évi nyári olimpiai játékokon
A Dominikai Köztársaság a kínai Pekingben megrendezett 2008. évi nyári olimpiai játékok egyik részt vevő nemzete volt. Az országot az olimpián 9 sportágban 24 sportoló képviselte, akik összesen 2 érmet szereztek.

## Érmesek
| Érem  | Versenyző      | Sportág   | Versenyszám   |
| ----- | -------------- | --------- | ------------- |
| Arany | Félix Díaz     | Ökölvívás | Kisváltósúly  |
| Ezüst | Yulis Mercedes | Taekwondo | Férfi légsúly |

## Asztalitenisz

### Férfi
| Versenyző | Versenyszám | Selejtező         | 64-es főtábla                                         | 48-as főtábla                                      | 32-es főtábla     | Nyolcaddöntő      | Negyeddöntő       | Elődöntő          | Döntő             | Helyezés |
| Versenyző | Versenyszám | Ellenfél Eredmény | Ellenfél Eredmény                                     | Ellenfél Eredmény                                  | Ellenfél Eredmény | Ellenfél Eredmény | Ellenfél Eredmény | Ellenfél Eredmény | Ellenfél Eredmény | Helyezés |
| --------- | ----------- | ----------------- | ----------------------------------------------------- | -------------------------------------------------- | ----------------- | ----------------- | ----------------- | ----------------- | ----------------- | -------- |
| Luis Lin  | Egyes       |                   | Tiago Apolónia (POR) · 2-11, 13-11, 11-4, 11-5, 12-10 | Adrian Crişan (ROU) · 4-11, 2-11, 7-11, 11-9, 6-11 | kiesett           | kiesett           | kiesett           | kiesett           | kiesett           | 33.      |

### Női
| Versenyző    | Versenyszám | Selejtező                                           | 64-es főtábla                                           | 48-as főtábla                                     | 32-es főtábla                                     | Nyolcaddöntő                                               | Negyeddöntő                              | Elődöntő          | Döntő             | Helyezés |
| Versenyző    | Versenyszám | Ellenfél Eredmény                                   | Ellenfél Eredmény                                       | Ellenfél Eredmény                                 | Ellenfél Eredmény                                 | Ellenfél Eredmény                                          | Ellenfél Eredmény                        | Ellenfél Eredmény | Ellenfél Eredmény | Helyezés |
| ------------ | ----------- | --------------------------------------------------- | ------------------------------------------------------- | ------------------------------------------------- | ------------------------------------------------- | ---------------------------------------------------------- | ---------------------------------------- | ----------------- | ----------------- | -------- |
| Jenifer Qian | Egyes       | Victorine Agum Fomum (CMR) · 11-3, 11-1, 11-6, 11-5 | Nanthana Khamvong (THA) · 11-7, 5-11, 6-11, 6-11, 10-12 | kiesett                                           | kiesett                                           | kiesett                                                    | kiesett                                  | kiesett           | kiesett           | 49.      |
| Nieves Wu    | Egyes       |                                                     |                                                         | Stephanie Xu Sang (AUS) · 11-5, 13-11, 11-9, 11-6 | Wang Jue Gu (SIN) · 11-9, 9-11, 11-2, 11-8, 12-10 | Gao Jun (USA) · 12-10, 11-8, 6-11, 11-3, 8-11, 12-14, 11-9 | Kuo Jüe (CHN) · 5-11, 14-16, 11-13, 5-11 | kiesett           | kiesett           | 5.       |

#### Csapat
- Jenifer Qian
- Joenny Valdez
- Nieves Wu

A csoport
| Csapat                | JM | GY | V | GyJ | VJ | PT |
| --------------------- | -- | -- | - | --- | -- | -- |
| Kína                  | 3  | 3  | 0 | 27  | 1  | 6  |
| Ausztria              | 3  | 2  | 1 | 18  | 15 | 4  |
| Horvátország          | 3  | 1  | 2 | 15  | 21 | 2  |
| Dominikai Köztársaság | 3  | 0  | 3 | 4   | 27 | 0  |

| Ausztria (AUT) | 3 – 0 | Dominikai Köztársaság |

| Kína (CHN) | 3 – 0 | Dominikai Köztársaság |

| Horvátország (CRO) | 3 – 1 | Dominikai Köztársaság |

| Csapat                | Helyezés |
| --------------------- | -------- |
| Dominikai Köztársaság | 9.       |

## Atlétika
Férfi
| Versenyző                                             | Versenyszám        | Előfutam | Előfutam | Előfutam | Elődöntő | Elődöntő | Elődöntő | Döntő   | Döntő    |
| Versenyző                                             | Versenyszám        | Idő      | Hely.    | Össz.    | Idő      | Hely.    | Össz.    | Idő     | Helyezés |
| ----------------------------------------------------- | ------------------ | -------- | -------- | -------- | -------- | -------- | -------- | ------- | -------- |
| Arismendy Peguero                                     | 400 m              | 46,28    | 6.       | 36.*     | kiesett  | kiesett  | kiesett  | kiesett | kiesett  |
| Félix Sánchez                                         | 400 m gát          | 51,10    | 5.       | 22.      | kiesett  | kiesett  | kiesett  | kiesett | kiesett  |
| Carlos Santa Arismendy Peguero Pedro Mejía Yoel Tapia | 4 × 400 m-es váltó | 3:04,31  | 8.       | 16.      |          |          |          | kiesett | kiesett  |

Női
| Versenyző       | Versenyszám | Előfutam | Előfutam | Előfutam | Negyeddöntő | Negyeddöntő | Negyeddöntő | Elődöntő | Elődöntő | Elődöntő | Döntő   | Döntő    |
| Versenyző       | Versenyszám | Idő      | Hely.    | Össz.    | Idő         | Hely.       | Össz.       | Idő      | Hely.    | Össz.    | Idő     | Helyezés |
| --------------- | ----------- | -------- | -------- | -------- | ----------- | ----------- | ----------- | -------- | -------- | -------- | ------- | -------- |
| Mariely Sánchez | 200 m       | 24,05    | 6.       | 39.      | kiesett     | kiesett     | kiesett     | kiesett  | kiesett  | kiesett  | kiesett | kiesett  |

* - egy másik versenyzővel azonos időt ért el

## Cselgáncs
Férfi
| Versenyző    | Versenyszám  | Selejtező         | 32-es főtábla                      | Nyolcaddöntő      | Negyeddöntő       | Elődöntő          | Vigaszág első kör                  | Vigaszág negyeddöntő | Vigaszág elődöntő | Bronz- mérkőzés   | Döntő             | Helyezés |
| Versenyző    | Versenyszám  | Ellenfél Eredmény | Ellenfél Eredmény                  | Ellenfél Eredmény | Ellenfél Eredmény | Ellenfél Eredmény | Ellenfél Eredmény                  | Ellenfél Eredmény    | Ellenfél Eredmény | Ellenfél Eredmény | Ellenfél Eredmény | Helyezés |
| ------------ | ------------ | ----------------- | ---------------------------------- | ----------------- | ----------------- | ----------------- | ---------------------------------- | -------------------- | ----------------- | ----------------- | ----------------- | -------- |
| Teófilo Diek | Félnehézsúly |                   | Keith Morgan (CAN) · 0000-1001     | kiesett           | kiesett           | kiesett           |                                    |                      |                   |                   |                   | 21.      |
| Juan Jacinto | Harmatsúly   |                   | Ucsisiba Maszato (JPN) · 0000-1001 |                   |                   |                   | Áras Míreszmáili (IRI) · 0000-0011 | kiesett              | kiesett           | kiesett           |                   | 13.      |

Női
| Versenyző    | Versenyszám | Selejtező                            | Nyolcaddöntő                  | Negyeddöntő       | Elődöntő          | Vigaszág első kör | Vigaszág negyeddöntő | Vigaszág elődöntő | Bronz- mérkőzés   | Döntő             | Helyezés |
| Versenyző    | Versenyszám | Ellenfél Eredmény                    | Ellenfél Eredmény             | Ellenfél Eredmény | Ellenfél Eredmény | Ellenfél Eredmény | Ellenfél Eredmény    | Ellenfél Eredmény | Ellenfél Eredmény | Ellenfél Eredmény | Helyezés |
| ------------ | ----------- | ------------------------------------ | ----------------------------- | ----------------- | ----------------- | ----------------- | -------------------- | ----------------- | ----------------- | ----------------- | -------- |
| María García | Harmatsúly  | Andressa Fernandes (BRA) · 0010-0001 | Kim Gjongok (KOR) · 0000-1003 | kiesett           | kiesett           |                   |                      |                   |                   |                   | 15.      |

## Ökölvívás
| Versenyző          | Versenyszám  | Selejtező                          | Nyolcaddöntő                 | Negyeddöntő                      | Elődöntő                     | Döntő                          | Helyezés |
| Versenyző          | Versenyszám  | Ellenfél Eredmény                  | Ellenfél Eredmény            | Ellenfél Eredmény                | Ellenfél Eredmény            | Ellenfél Eredmény              | Helyezés |
| ------------------ | ------------ | ---------------------------------- | ---------------------------- | -------------------------------- | ---------------------------- | ------------------------------ | -------- |
| Winston Montero    | Papírsúly    | Suleiman Wanjau Bilali (KEN) · 9-3 | Amnat Ruenroeng (THA) · 3-7  | kiesett                          | kiesett                      | kiesett                        | 9.       |
| Juan Carlos Payano | Légsúly      | Jérôme Thomas (FRA) · 10-6         | Vincenzo Picardi (ITA) · 4-8 | kiesett                          | kiesett                      | kiesett                        | 9.       |
| Roberto Navarro    | Pehelysúly   | Luis Porozo (ECU) · 3-+3           | kiesett                      | kiesett                          | kiesett                      | kiesett                        | 17.      |
| Félix Díaz         | Kisváltósúly | Eduard Hambardzumjan (ARM) · 11-4  | Johnny Joyce (IRL) · +11-11  | Morteza Szepahvandi (IRI) · 11-6 | Alexis Vastine (FRA) · 12-10 | Manat Buncsamnong (THA) · 12-4 |          |
| Gilbert Castillo   | Váltósúly    | Olekszandr Sztreckij (UKR) · 6-9   | kiesett                      | kiesett                          | kiesett                      | kiesett                        | 17.      |
| Argenis Núñez      | Középsúly    |                                    | Alfonso Blanco (VEN) · 7-18  | kiesett                          | kiesett                      | kiesett                        | 9.       |

## Sportlövészet
Férfi
| Versenyző      | Versenyszám | Selejtező | Selejtező | Döntő   | Döntő    |
| Versenyző      | Versenyszám | Pont      | Helyezés  | Pont    | Helyezés |
| -------------- | ----------- | --------- | --------- | ------- | -------- |
| Julio Dujarric | Skeet       | 110       | 31.       | kiesett | kiesett  |

## Súlyemelés
Női
| Versenyző           | Versenyszám | Szakítás | Szakítás | Lökés    | Lökés    | Összesen | Helyezés |
| Versenyző           | Versenyszám | Eredmény | Helyezés | Eredmény | Helyezés | Összesen | Helyezés |
| ------------------- | ----------- | -------- | -------- | -------- | -------- | -------- | -------- |
| Yudelquis Maridalin | 53 kg       | 93,0     | 4.       | 111,0    | 5.       | 204,0    | 5.       |

## Taekwondo
Férfi
| Versenyző      | Versenyszám | Nyolcaddöntő            | Negyeddöntő            | Elődöntő                       | Vigaszág elődöntő | Bronz- mérkőzés   | Döntő                           | Helyezés |
| Versenyző      | Versenyszám | Ellenfél Eredmény       | Ellenfél Eredmény      | Ellenfél Eredmény              | Ellenfél Eredmény | Ellenfél Eredmény | Ellenfél Eredmény               | Helyezés |
| -------------- | ----------- | ----------------------- | ---------------------- | ------------------------------ | ----------------- | ----------------- | ------------------------------- | -------- |
| Yulis Mercedes | Légsúly     | Pedro Póvoa (POR) · 3-0 | Chu Mu-Yen (TPE) · 3-2 | Juan Antonio Ramos (ESP) · 3-2 |                   |                   | Guillermo Pérez (MEX) · 1-1 SUP |          |

SUP - döntő fölény

## Úszás
Férfi
| Versenyző     | Versenyszám | Előfutam | Előfutam | Előfutam | Elődöntő | Elődöntő | Elődöntő | Döntő   | Döntő    |
| Versenyző     | Versenyszám | Idő      | Hely.    | Össz.    | Idő      | Hely.    | Össz.    | Idő     | Helyezés |
| ------------- | ----------- | -------- | -------- | -------- | -------- | -------- | -------- | ------- | -------- |
| Jacinto Ayala | 50 m gyors  | 22,57    | 2.       | 34.      | kiesett  | kiesett  | kiesett  | kiesett | kiesett  |

## Vitorlázás
Férfi
| Versenyző   | Versenyszám | Futam | Futam | Futam | Futam | Futam | Futam | Futam | Futam | Futam | Futam | Pontszám | Helyezés |
| Versenyző   | Versenyszám | 1     | 2     | 3     | 4     | 5     | 6     | 7     | 8     | 9     | É     | Pontszám | Helyezés |
| ----------- | ----------- | ----- | ----- | ----- | ----- | ----- | ----- | ----- | ----- | ----- | ----- | -------- | -------- |
| Raúl Aguayo | Laser       | 37    | 30    | 35    | 38    | 34    | 28    | 29    | 36    | 29    | -     | 258      | 40.      |

É - éremfutam